# Das Haus in der Rheinsteinstraße
Das Haus in der Rheinsteinstraße ist ein Dokumentarfilm des DEFA-Studios für Kurzfilme im Auftrag des Fernsehens der DDR von Simeon Stojanoff aus dem Jahr 1975.

## Handlung
Die Kamera führt uns vom Berliner Alexanderplatz über den S-Bahnhof Berlin-Karlshorst bis an das Ende der Rheinsteinstraße. Hier befindet sich das  Museum der bedingungslosen Kapitulation des faschistischen Deutschland im Großen Vaterländischen Krieg, in dem am 8. Mai 1945 die Kapitulationsurkunde der deutschen Wehrmacht unterzeichnet wurde.
Der Weg durch das Museum beginnt in dem Saal, in welchem der Akt vollzogen wurde. Generalleutnant Konstantin Telegin, Mitglied des Kriegsrates der 1. Weißrussischen Front und einer der Bevollmächtigten für die Entgegennahme der Kapitulation erinnert sich in einem Interview an die Unterzeichnung, aber er erinnerte auch an die Opfer und die großen Anstrengungen der Roten Armee. Diese Erinnerungen werden durch Dokumentarfilmaufnahmen aus dem Zweiten Weltkrieg begleitet, die durch Aufnahmen abgelöst werden, welche das Eintreffen der Delegationen und die Unterzeichnung der Dokumente zeigen.
Dann beginnt der Rundgang durch die Ausstellungsräume, in dem viele jugendliche Besucher des Museums ihre Meinungen zu den ausgestellten Exponaten äußern. Konstantin Telegin betont, dass den sowjetischen Menschen bewusst ist, dass nicht das deutsche Volk an den im Krieg begangenen Verbrechen am sowjetischen und den anderen überfallenen Völkern schuldig war, denn das deutsche Volk war selbst zum Opfer der faschistischen Führung geworden. In den Räumen, wo 1945 Marschall Georgi Schukow wohnte und arbeitete, erzählen Werke sowjetischer Künstler und Zeichnungen unbekannter Soldaten von menschlicher Größe, vom Kampf und der Bewährung an der Front. Von der Opferbereitschaft und dem Heroismus der Sowjetmenschen im Hinterland zeugen Fotos und Sachdokumente, Beispiele der hier gefertigten Waffen sind auf dem Freigelände zu besichtigen.
Auch die Beteiligung der Verbündeten der Sowjetarmee am Großen Vaterländischen Krieg wird gewürdigt, historische Dokumente zeigen polnische, tschechische und slowakische Einheiten an der Seite der Roten Armee. Fotodokumente zeigen den Einsatz von Partisanen und Widerstandskämpfern in Bulgarien, Jugoslawien, Frankreich, Griechenland, und Italien sowie vom Treffen sowjetischer und amerikanischer Soldaten an der Elbe. Neben den Fotos deutscher Antifaschisten und Kundschafter findet man hier auch das Foto einer Frau in der Uniform eines sowjetischen Hauptmanns. Es handelt sich um Ruth Stolz, die vor der Kamera über ihren Weg in die Kommunistische Partei Deutschlands, die Emigration in die Sowjetunion, den Eintritt in die Rote Armee und ihre Beteiligung an den Kämpfen bis Berlin berichtet.
Vieles, was in der Ausstellung gezeigt wird, erschließt sich erst durch die Führungen in deutscher und russischer Sprache. So ist auch der Berliner Stadtplan zu sehen, auf dem sich Adolf Hitler am 30. April 1945 um 8:00 Uhr von General Hans Krebs die Lage in Berlin erklären ließ, bevor er anschließend Selbstmord beging. Fjodor Schapowanow, der Kommandeur des 2. Schützenbataillons, des 1050. Schützenregiments der 5. Stoßarmee, der den Stadtplan am 2. Mai 1945 auf dem Kartentisch Hitlers sichergestellt hat, erzählt vor der Kamera, wie es dazu kam. Anschließend berichtet der Leiter der Politabteilung der 3. Stoßarmee wie das Reichstagsgebäude erstürmt wurde. Am 2. Mai 1945 kapitulierten die deutschen Truppen des Standortbereichs Berlin.
Das zweite historische Ereignis, welches im Saal der Kapitulationsunterzeichnung stattfand, war im Jahr 1949 die Übertragung der Souveränitätsrechte an die erste Regierung der Deutschen Demokratischen Republik durch den Chef der Sowjetischen Militäradministration in Deutschland, Armeegeneral Wassili Tschuikow.

## Produktion und Veröffentlichung
Das Haus in der Rheinsteinstraße wurde von der DEFA im Auftrag des Fernsehens der DDR auf ORWO-Color gedreht und enthält längere Sequenzen historischer Schwarzweißfilmabschnitte. Das Szenarium lag in den Händen von Georg Redmann und Kurt Casper, der auch für die Dramaturgie verantwortlich war.
Die erste Ausstrahlung fand am 28. Mai 1975 im 2. Programm des Fernsehens der DDR statt.